# یورگن چان
یورگن چان (اسپانیایی: Jürgen Tschan‎؛ زادهٔ ۱۷ فوریهٔ ۱۹۴۷) دوچرخه‌سوار اهل آلمان است.
از باشگاه‌هایی که در آن رکاب زده‌است می‌توان به تیم دوچرخه‌سواری پژو اشاره کرد.